# Rapalaknoten
Der Rapalaknoten ist ein Anglerknoten, welcher gerne für das Anbringen von Wobblern verwendet wird. Die Schlaufe ist rutschsicher und eignet sich für alle Schnurtypen bis 0,50 mm Durchmesser. Im Gegensatz zum Clinchknoten, der sich als Schlingenknoten zuzieht, ist der Rapalaknoten ein Schlaufenknoten.

## Namen und Geschichte
Der Erfinder des Wobblers, Lauri Rapala hat als Erster mit diesem Knoten seine Kunstköder befestigt. Die vom Erfinder gegründete Wobbler-Herstellerfirma Rapala sorgte mit ihrer Empfehlung für eine Verbreitung des Rapalaknotens.

## Knüpfen

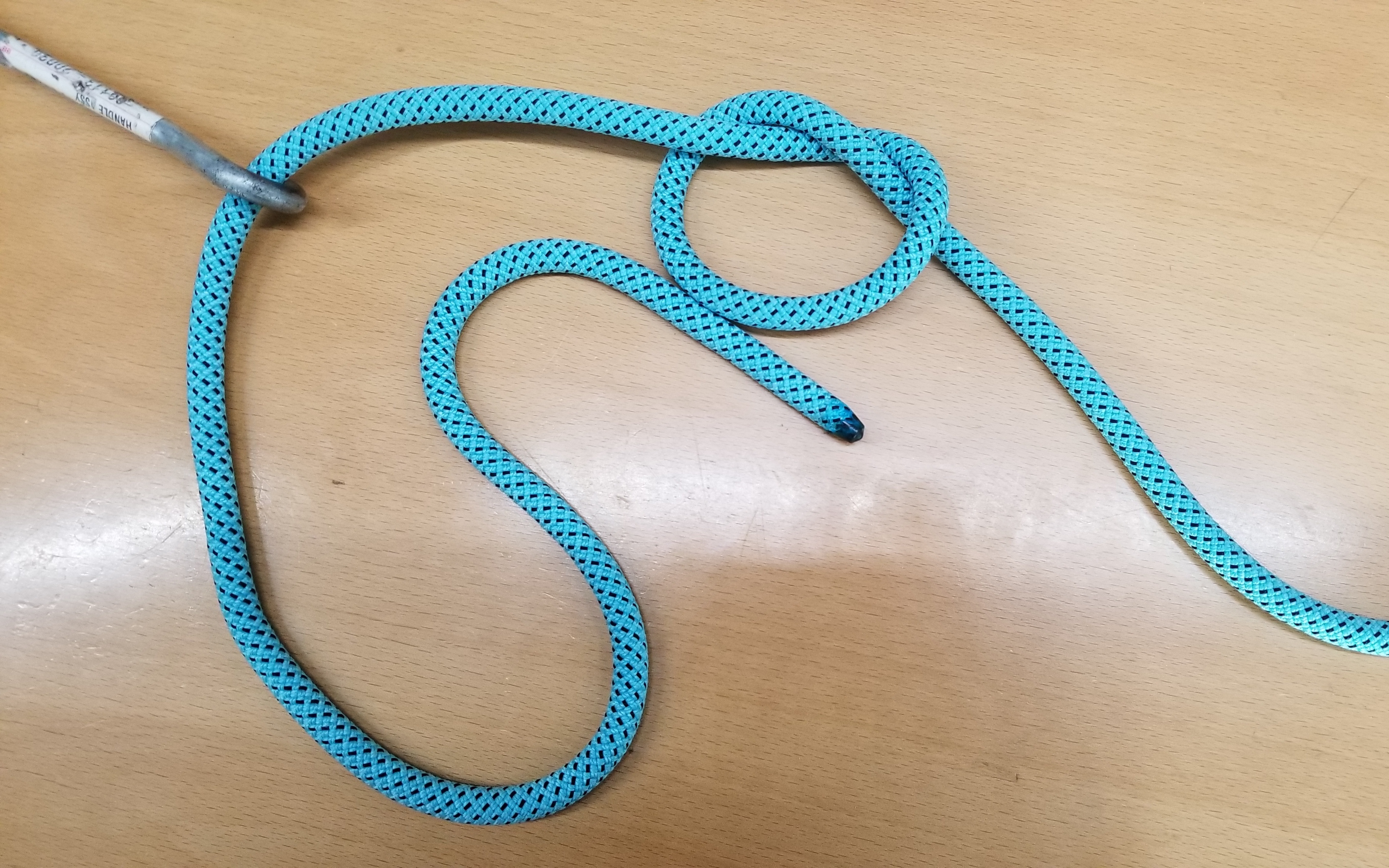
Man legt einen Überhandknoten und das lose Ende wird durch die Wobbleröse geschoben.
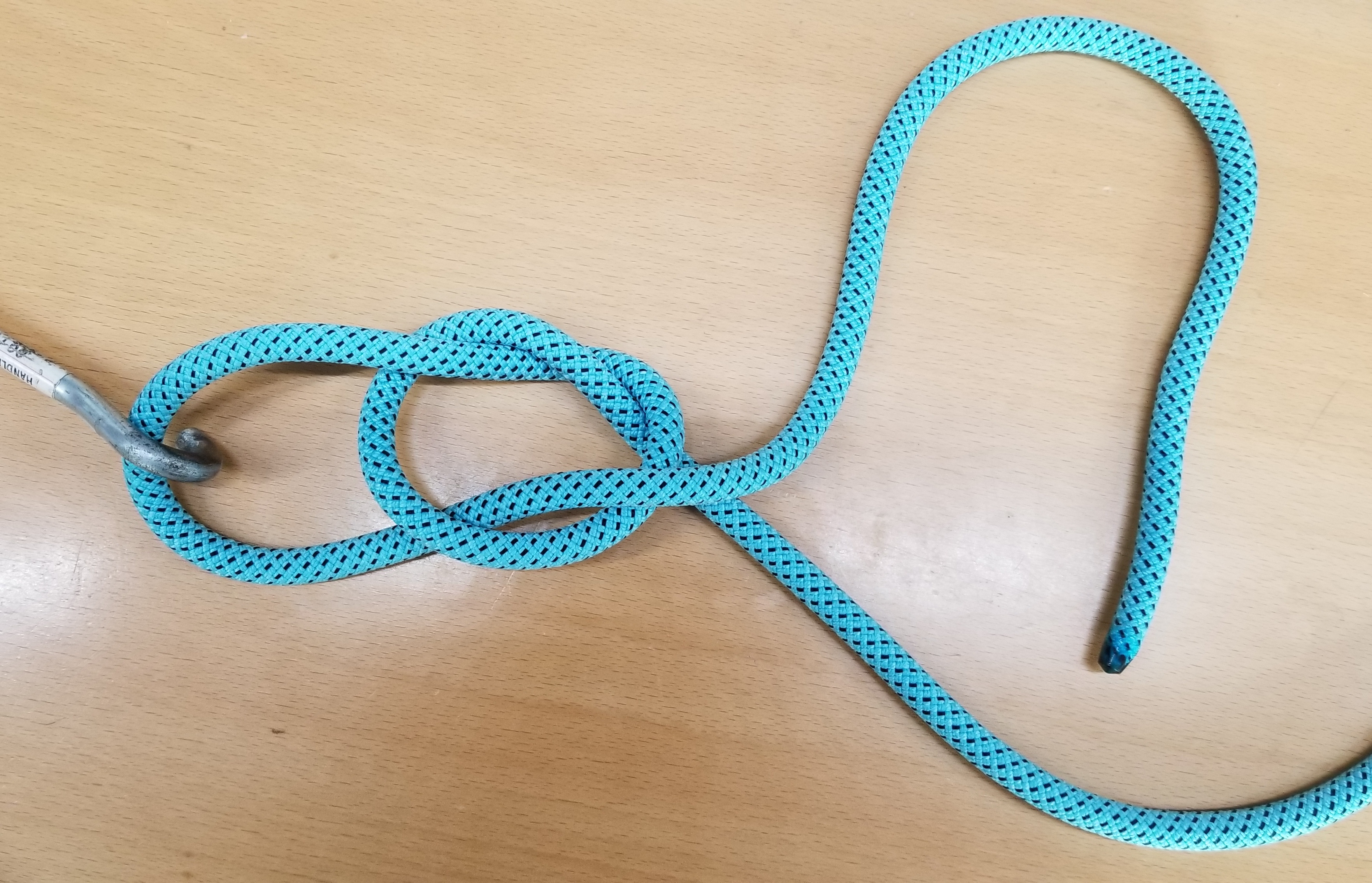
Anschließend führt man das lose Ende wieder durch den Überhandknoten von unten durch.
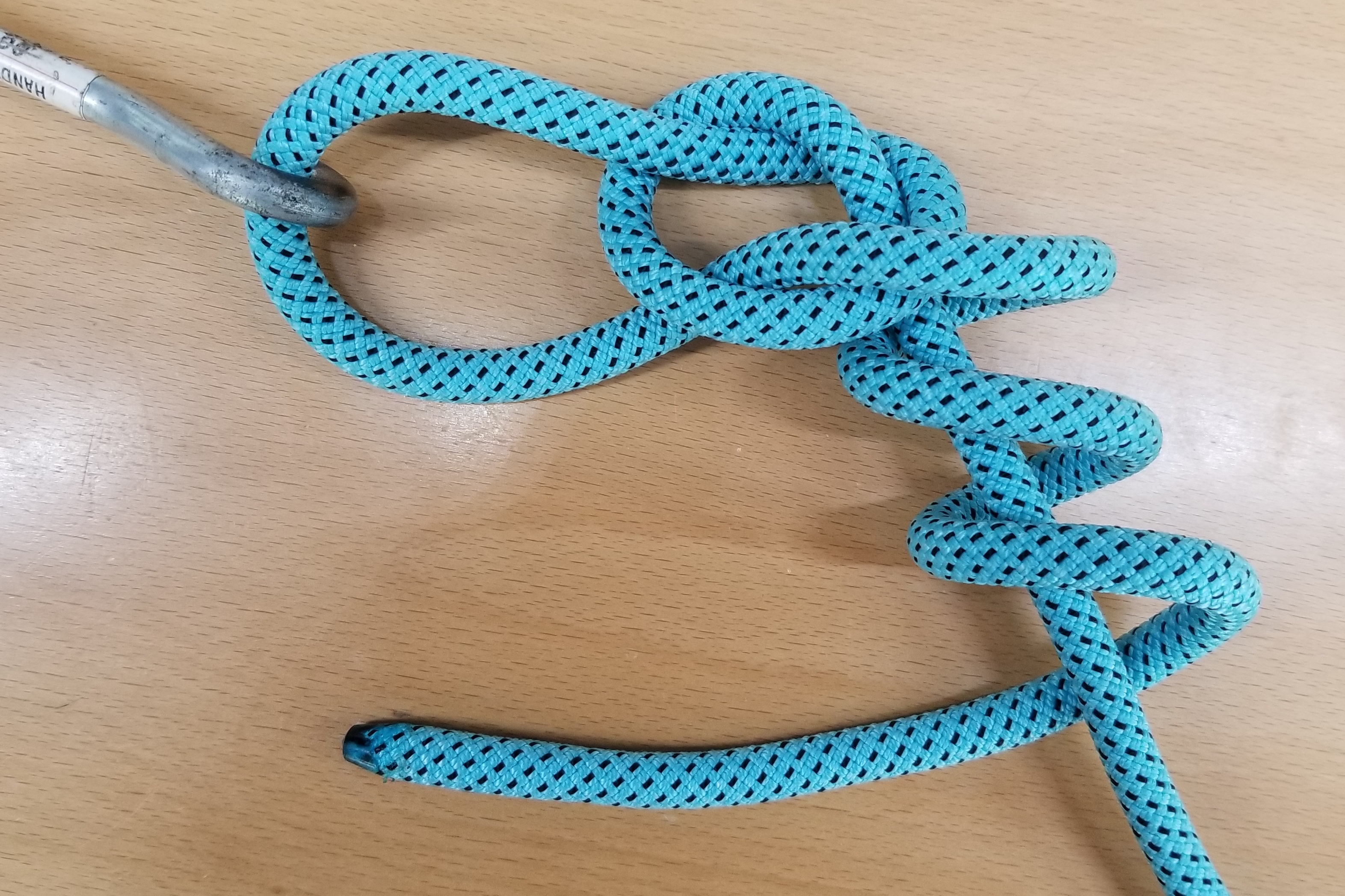
Nachfolgend kommen drei Wicklungen (Rundtörns) um das feste Ende der Schnur.
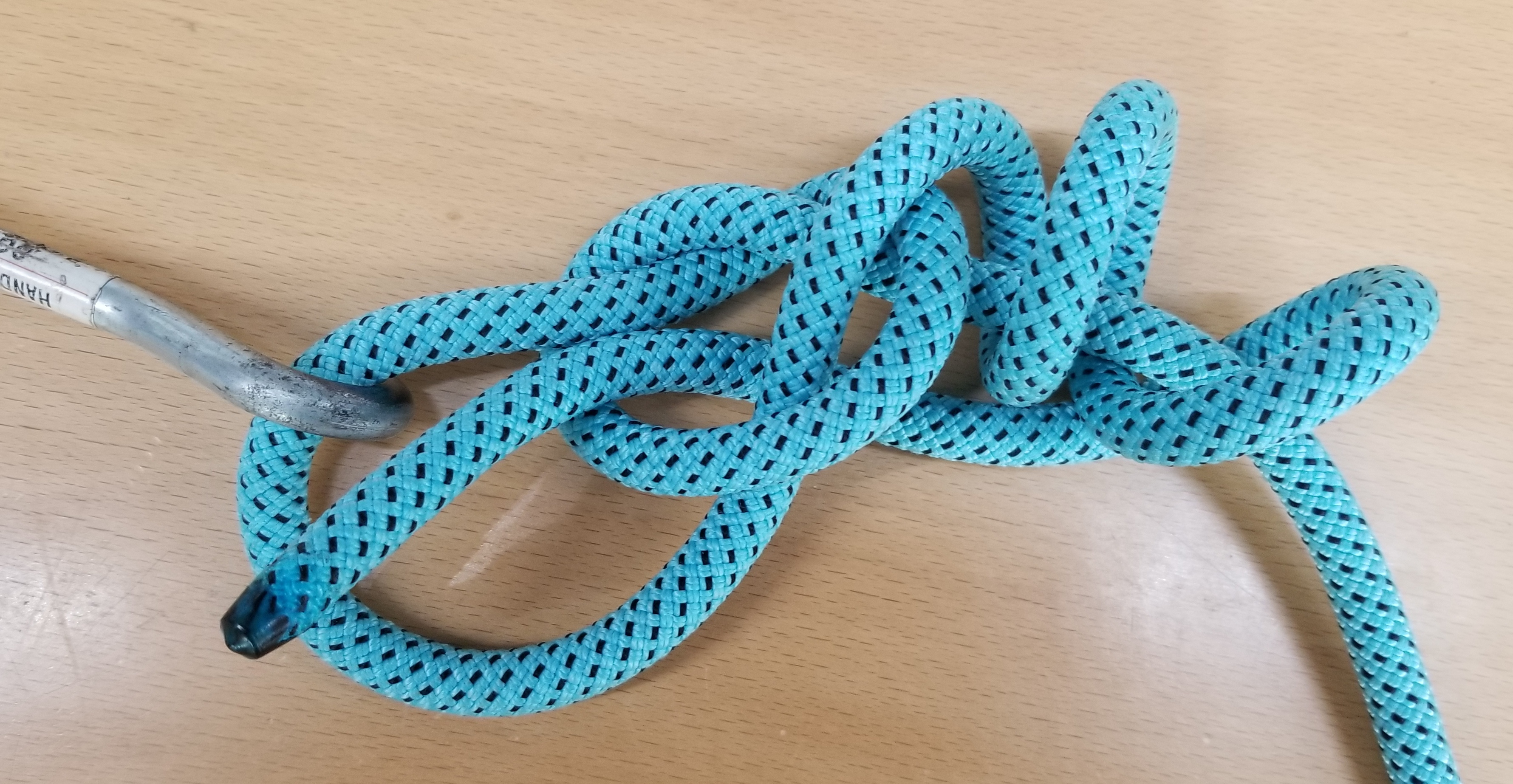
Das lose Ende wird wieder zurück unter und durch den Überhandknoten gesteckt.
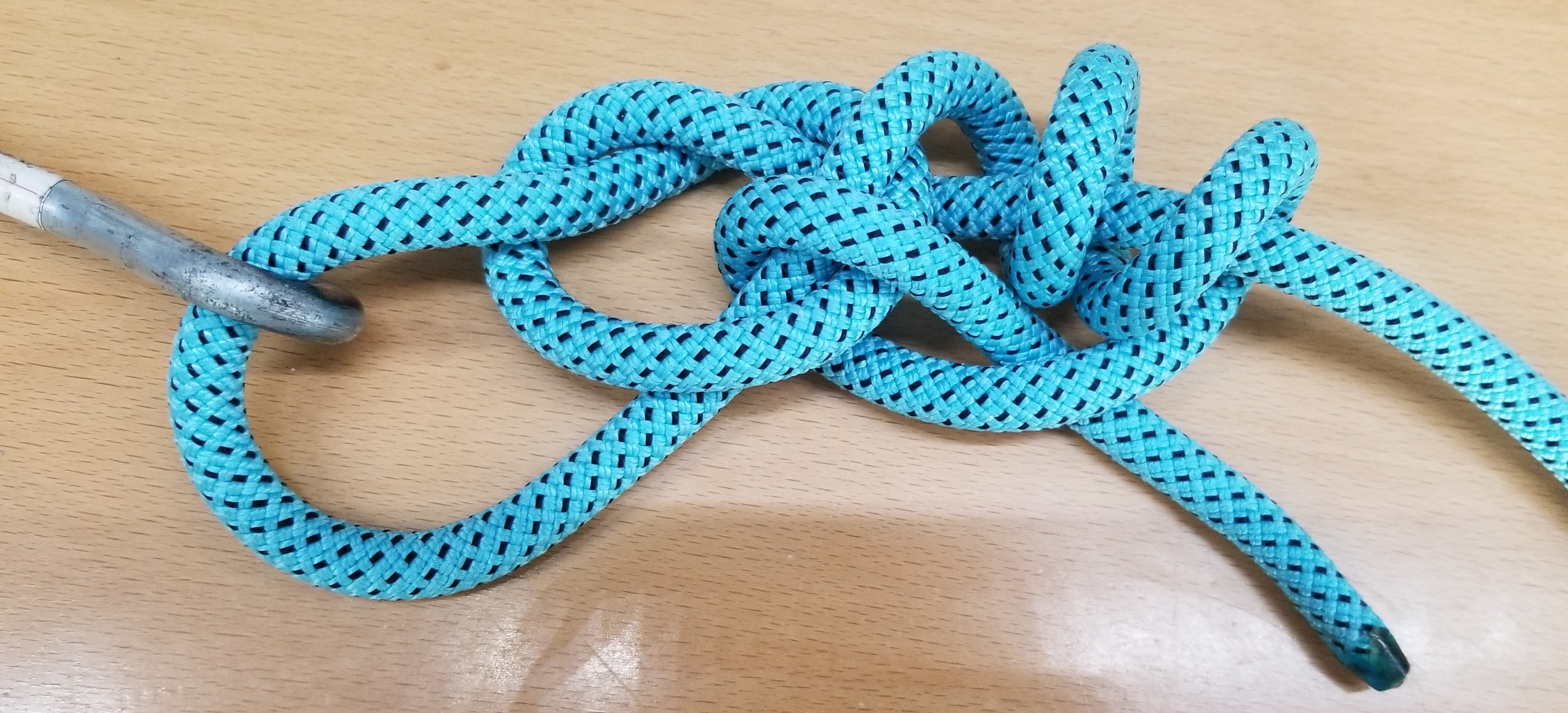
Wieder zurück und durch das nun entstandene Auge durchgesteckt.
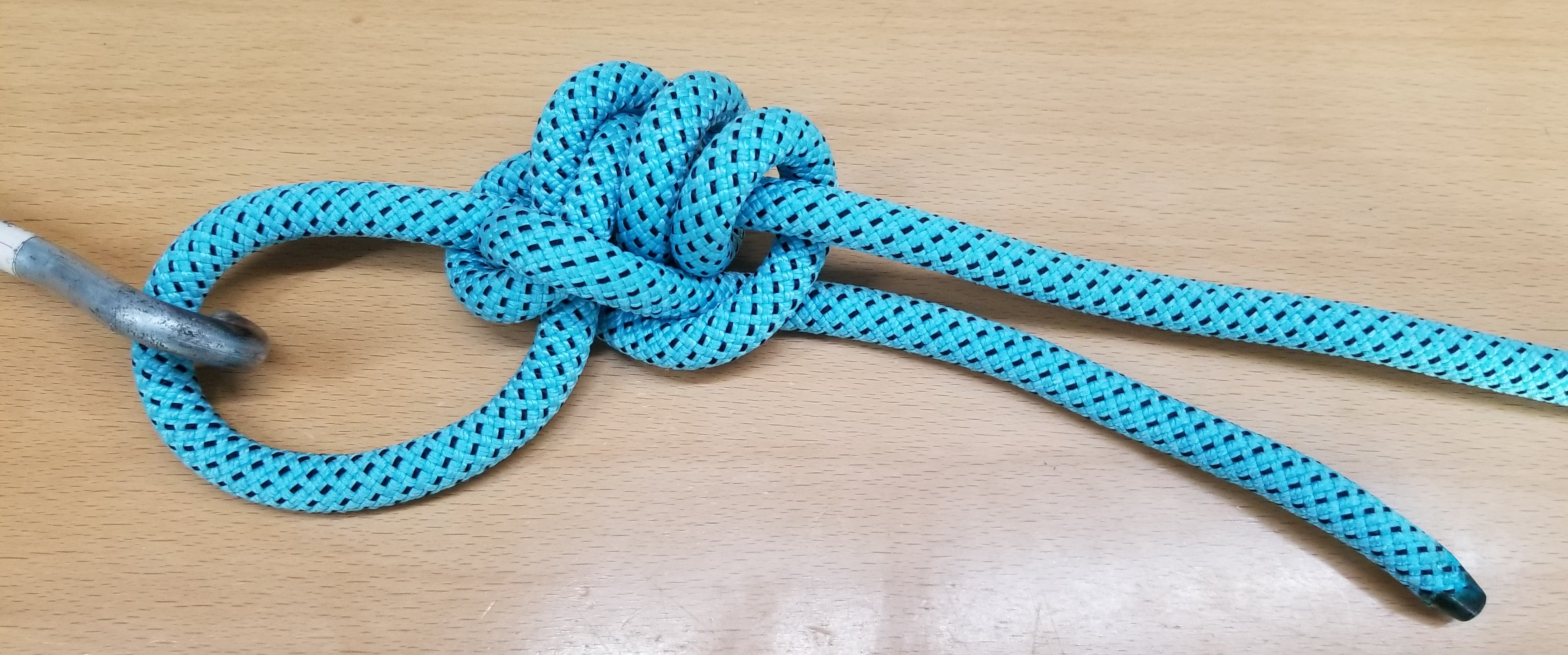
Noch festgezogen.

Ein Anfeuchten der Schnur erleichtert das Festziehen des Knotens. Der überstehende Schnurrest wird zum Schluss abgeschnitten.

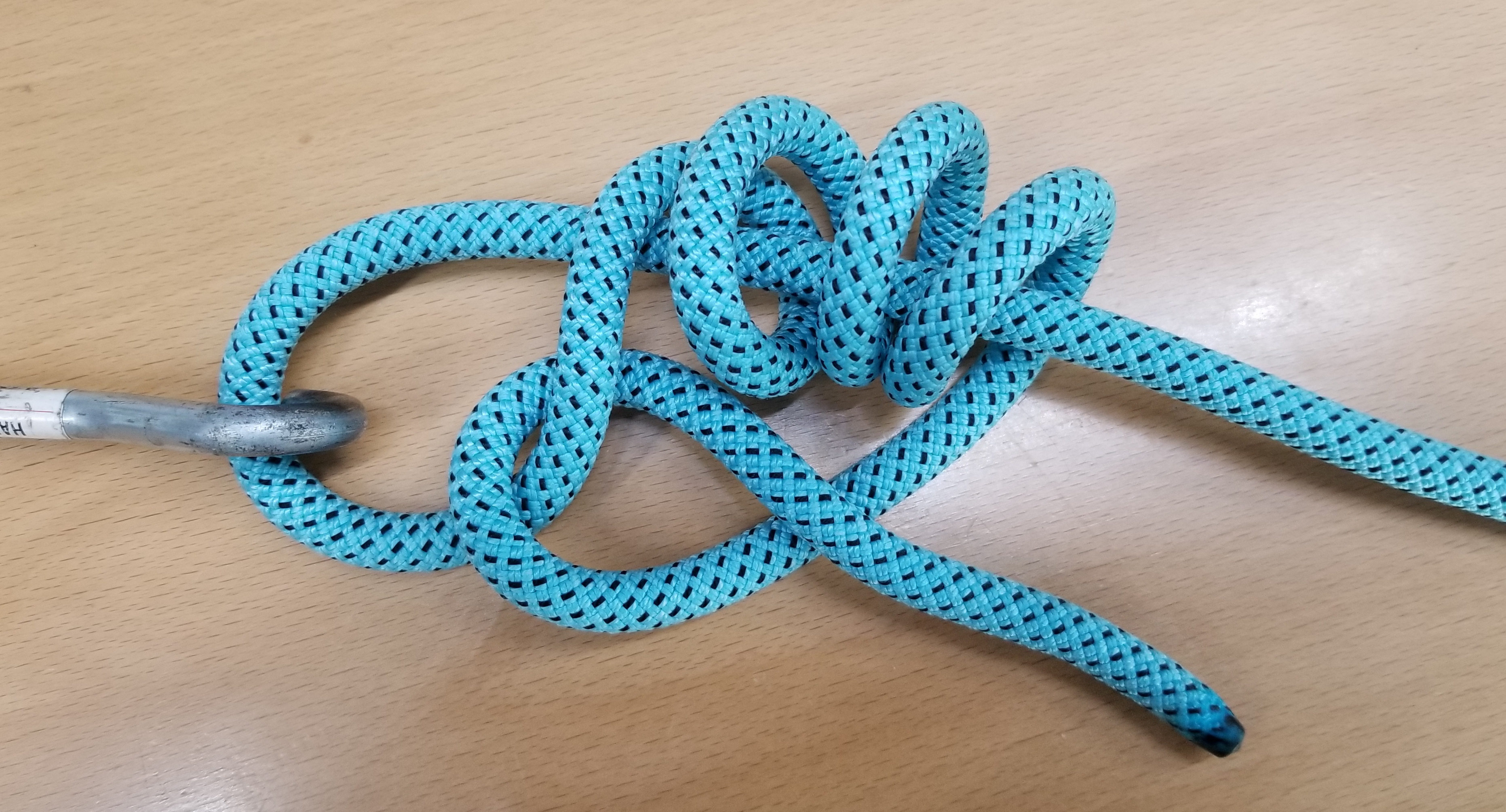
Verbesserter Clinchknoten

## Abwandlungen
- Beim Verbesserten Clinchknoten fehlt der Überhandknoten, ansonsten ist der Knoten mit ihm identisch. Der Clinchknoten zieht sich als „Schlingenknoten“ zu.
- Der Clinchknoten wird doppelt durch die Öse geführt und weiter mit Rundtörns um die Hauptschnur geknüpft.